# Condado de Pike (Arkansas)
O Condado de Pike é um dos 75 condados do estado americano do Arkansas. A sede do condado é Murfreesboro.
O condado possui uma área de 1 303 km² (dos quais 28 km² estão cobertos por água), uma população de 11 303 habitantes, e uma densidade populacional de 7 hab/km² (segundo o censo nacional de 2000).
O condado foi fundado em 1 de novembro de 1833.